# Doug Basham
Lyle Douglas Basham jr. (Louisville (Kentucky), 12 mei 1971) is een Amerikaans professioneel worstelaar die vooral bekend is van zijn tijd bij World Wrestling Entertainment, van 2002 tot 2007, en bij Total Nonstop Action Wrestling, in 2007.

## In worstelen
- Finishers
  - Diving leg drop
  - Last Impression
  - Spike piledriver

- Signature moves
  - Diving headbutt
  - Diving leg drop
  - Single leg boston crab
  - Sitout spinebuster
  - Suplex powerslam
  - X–Tornado (Super spinning single arm DDT)

- Managers
  - Nikita Fink
  - Jackie Gayda
  - Christy Hemme
  - Shaniqua
  - Victoria

- Bijnamen
  - "All-American"
  - "The Bash–Man"
  - "Co–Secretary of Defense"
  - "Superstar"
  - "The Superstar of Superstars"
  - "The Hired Gun"
  - "The Machine"

## Prestaties
- Ohio Valley Wrestling
  - OVW Heavyweight Championship (4 keer)
  - OVW Southern Tag Team Championship (2 keer; 1x met Flash Flanagan en 1x met Damaja)

- World Wrestling Entertainment
  - WWE Tag Team Championship (2 keer met Danny Basham)